# Rostrum roztoczy
Rostrum (l. mn. rostra) – część ciała niektórych roztoczy.
U mechowców rostrum nazywa się dziobowaty wyrostek wyrastający ku przodowi z grzbietowej części prodorsum i przykrywający od góry narządy gębowe. Rostrum wystaje ponad nasadami szczękoczułek i te rzadko są u mechowców widoczne od góry.
Wśród Prostigmata nazwą rostrum określa się kapsułę gnatosomalną u Cheyletoidea lub kapitulum u Eriophyoidea.
Na rostrum znajdować się mogą szczeciny rostralne.